# Georges Grain
Pour les articles homonymes, voir Grain.
Georges Grain, né le 20 octobre 1948 à Chambéry, est un joueur français de hockey sur gazon, licencié au FC Lyon.

## Carrière
Il a notamment été dix fois champions de France consécutivement avec son club du FC Lyon.
Il a également participé deux fois aux Jeux Olympiques :
- Jeux olympiques d'été à Mexico en 1968 (10e) ;
- Jeux olympiques d'été à Munich en 1972 (12e).